# コアトリクエ

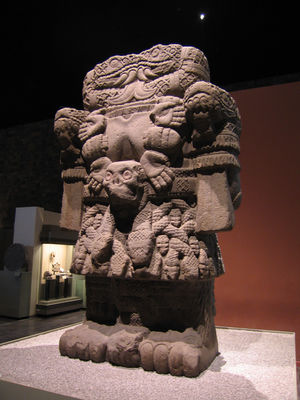
メキシコ国立人類学博物館（メキシコシティ）のコアトリクエの石像。

コアトリクエ（Coatlicue　コワトリクェ）とはアステカ神話における地母神。その名は「蛇の淑女」、あるいは「蛇(cōātl)のスカート(īcuē < cuēitl)をはく者」を意味する。
コアトリクエは、「全ての天の者を生む地球の大母神」、
「炎と肥沃の女神」、「生と死、および再生の女神」、
あるいは「南の星の生みの親」などの肩書きを持つとされる。
コアトリクエのスカートはとぐろを巻いた蛇で出来ており、人間の心臓と手首をつなぎ頭蓋骨をつった首飾りをしている。
そして手足に鉤爪がある。
そしてその食べ物は、人間を含むあらゆる生き物の生肉である。
コアトリクエは、同時に子宮でも墓場でもあるような、「子供を飲み込む母親」を体現している。
ウィツィロポチトリとコヨルシャウキを産み出した神としても知られている。